# Алиага, Мартин
Мартин Хулио Алиага Бунгерфельдт (швед. Martin Julio Aliaga Bungerfeldt; род. 30 апреля 1971 года, Кунгсэнген, Стокгольм, Швеция) — шведский актёр театра и кино.

## Карьера
В 1995 году Мартин Алиага дебютировал в кино. В 2001 году он закончил Шведскую национальную театральную академию. Играет в «Королевском драматическом театре» и «Стокгольмском городском театре».

## Личная жизнь
У Мартина есть сын от телеведущей Юсефин Крафорд.

## Фильмография
- 1995: Чёрно-белые ночные черепа / Svarta skallar och vita nätter (сериал, Рик)
- 1996: Анна Холт / Anna Holt (Хамид)
- 1997: Ужасно-прекрасный мир / Sairaan kaunis maailma (Диилери)
- 1998: Längtans blåa blomma (сериал, Лассе)
- 1998: Женщина в запертой комнате / Kvinnan i det låsta rummet (сериал)
- 2001: Комиссар Мартин Бек / Beck – Hämndens pris (сериал, Сантос)
- 2001: Фестиваль / Festival (Марк)
- 2003: Håll käften
- 2003: Överallt och ingenstans
- 2005: Братья по крови / Blodsbröder (охранник музея)
- 2006: Sökarna – Aterkomsten
- 2007: Гангстер / Gangster (Семир)
- 2008: Ева Хёёк / Höök (сериал, Пер Лаурин)
- 2009: Валландер / Wallander (сериал)
- 2009: В твоих венах / I skuggan av värmen (Томас)
- 2009: Йохан Фальк: Лео Гаут / Johan Falk – Leo Gaut (Антон)
- 2010: Убийства на Сандхамне / Morden i Sandhamn (сериал, Мартин)
- 2013: Себастьян Бергмане / Den fördömde (сериал, Якоб Фредрикссон)
- 2014: Тот самый папа / Min så kallade pappa (доктор)